# Lekkoatletyka na Letnich Igrzyskach Olimpijskich 1912 – skok wzwyż mężczyzn
Skok wzwyż mężczyzn był jedną z konkurencji lekkoatletycznych rozgrywanych podczas V Igrzysk Olimpijskich w Sztokholmie. Zawody zostały rozegrane 7 oraz 8 lipca na Stadionie Olimpijskim.
Bazując na wynikach zawodów poprzedzających igrzyska, faworytem do złota był Hornine. 29 marca 1912 roku poprawił on rekord świata, skacząc 1,98 m. Na próbie przedolimpijskiej, Hornine poprawił ponownie rekord świata skacząc 18 maja na wysokość 2,00 m i stając się tym samym pierwszym człowiekiem skaczącym wzwyż tak wysoko. Stał się także pionierem pewnej techniki skoku nazwanej „Western Roll”. Z grupy pozostałych zawodników duże szanse na medal mieli Egon Erickson, który wygrał mistrzostwa amatorów w 1909 oraz drugą próbę przedolimpijską oraz Alma Richards, który także wygrał próbę przedolimpijską. 
Ostatecznie konkurencję wygrał Richards wynikiem 1,93 m, zaś Hornine zdobył brąz, skacząc cztery centymetry mniej. Zawodników rozdzielił zawodnik z Cesarstwa Niemieckiego Liesche, który skoczył 1,91 m.

## Rekordy
| Rekord świata     | 2.00 | George Horine | Palo Alto (USA) | 28 maja 1912  |
| Rekord olimpijski | 1.90 | Irving Baxter | Paryż (FRA)     | 15 lipca 1900 |
| Rekord olimpijski | 1.90 | Harry Porter  | Londyn (GBR)    | 21 lipca 1908 |

Jako pierwszy rekord olimpijski pobił Liesche skacząc 1,91 metra, lecz ostatecznie Richards skoczył dwa centymetry więcej.

## Wyniki
| Miejsce | Zawodnik           | Eliminacje | Eliminacje | Eliminacje | Eliminacje | Eliminacje | Eliminacje                    | Finał | Finał | Finał | Finał | Finał | Finał | Finał | Finał | Finał | Finał | Wynik |
| Miejsce | Zawodnik           | 1.60       | 1.70       | 1.75       | 1.80       | 1.83       | Q                             | 1.60  | 1.70  | 1.75  | 1.80  | 1.83  | 1.85  | 1.87  | 1.89  | 1.91  | 1.93  | Wynik |
| ------- | ------------------ | ---------- | ---------- | ---------- | ---------- | ---------- | ----------------------------- | ----- | ----- | ----- | ----- | ----- | ----- | ----- | ----- | ----- | ----- | ----- |
|         | Alma Richards      | O          | O          | O          | XO         | O          | Q                             | O     | O     | O     | XO    | XXO   | O     | XXO   | XXO   | XXO   | O     | 1.93  |
|         | Hans Liesche       | O          | O          | O          | O          | O          | Q                             | O     | O     | O     | O     | O     | O     | O     | XO    | XO    | XXX   | 1.91  |
|         | George Horine      | O          | O          | O          | O          | XO         | Q                             | O     | O     | O     | O     | XO    | O     | O     | XO    | XXX   | ---   | 1.89  |
| 4       | Egon Erickson      | O          | O          | O          | XO         | O          | Q                             | O     | O     | O     | O     | O     | XO    | XO    | XXX   | ---   | ---   | 1.87  |
| 4       | Jim Thorpe         | O          | O          | XO         | O          | XXO        | Q                             | XO    | O     | O     | O     | O     | O     | O     | XXX   | ---   | ---   | 1.87  |
| 6       | Harry Grumpelt     | O          | O          | XO         | O          | O          | Q                             | O     | O     | O     | XO    | O     | XXO   | XXX   | ---   | ---   | ---   | 1.85  |
| 6       | John Johnstone     | ---        | O          | O          | XO         | XO         | Q                             | O     | O     | O     | O     | XXO   | XO    | XXX   | ---   | ---   | ---   | 1.85  |
| 8       | Karl Kullerstrand  | O          | O          | O          | O          | O          | Q                             | O     | O     | O     | XO    | O     | XXX   | ---   | ---   | ---   | ---   | 1.83  |
| 9       | Timothy Carroll    | XO         | O          | XXO        | O          | XO         | Q                             | O     | O     | O     | XO    | XXX   | ---   | ---   | ---   | ---   | ---   | 1.80  |
| 9       | Iván Wardener      | O          | O          | O          | O          | O          | Q                             | O     | O     | O     | XO    | XXX   | ---   | ---   | ---   | ---   | ---   | 1.80  |
| 11      | Benjamin Baker     | XO         | O          | O          | O          | O          | Q                             | O     | O     | O     | XXX   | ---   | ---   | ---   | ---   | ---   | ---   | 1.75  |
|         |                    |            |            |            |            |            |                               |       |       |       |       |       |       |       |       |       |       |       |
| 12      | Jervis Burdick     | O          | O          | O          | XO         | XXX        |                               |       |       |       |       |       |       |       |       |       |       | 1.80  |
| 13      | Wesley Oler        | O          | O          | O          | XXX        | ---        | 1.75                          |       |       |       |       |       |       |       |       |       |       |       |
| 13      | Richard Sjöberg    | O          | O          | O          | XXX        | ---        | 1.75                          |       |       |       |       |       |       |       |       |       |       |       |
| 13      | Arvo Laine         | O          | XO         | O          | XXX        | ---        | 1.75                          |       |       |       |       |       |       |       |       |       |       |       |
| 13      | Harold Enright     | O          | O          | XO         | XXX        | ---        | 1.75                          |       |       |       |       |       |       |       |       |       |       |       |
| 13      | Gösta Hallberg     | X--        | O          | XO         | XXX        | ---        | 1.75                          |       |       |       |       |       |       |       |       |       |       |       |
| 13      | Otto Monsen        | ---        | XO         | XO         | XXX        | ---        | 1.75                          |       |       |       |       |       |       |       |       |       |       |       |
| 13      | Gerhard Meling     | ---        | XO         | XXO        | XXX        | ---        | 1.75                          |       |       |       |       |       |       |       |       |       |       |       |
| 13      | Ole Aarnæs         | O          | XO         | XXO        | XXX        | ---        | 1.75                          |       |       |       |       |       |       |       |       |       |       |       |
| 13      | André Labat        | O          | XO         | XXO        | XXX        | ---        | 1.75                          |       |       |       |       |       |       |       |       |       |       |       |
| 13      | Otto Röhr          | O          | XO         | XXO        | XXX        | ---        | 1.75                          |       |       |       |       |       |       |       |       |       |       |       |
| 23      | Thomas O’Donahue   | ---        | O          | ---        | ---        | ---        | 1.70                          |       |       |       |       |       |       |       |       |       |       |       |
| 23      | Platt Adams        | O          | O          | ---        | ---        | ---        | 1.70                          |       |       |       |       |       |       |       |       |       |       |       |
| 23      | Paulus af Uhr      | X--        | XO         | XXX        | ---        | ---        | 1.70                          |       |       |       |       |       |       |       |       |       |       |       |
| 23      | Ragnar Mattson     | X--        | XO         | XXX        | ---        | ---        | 1.70                          |       |       |       |       |       |       |       |       |       |       |       |
| 23      | Géo André          | XO         | XO         | XXX        | ---        | ---        | 1.70                          |       |       |       |       |       |       |       |       |       |       |       |
| 28      | Thage Brauer       | O          | X--        | ---        | ---        | ---        | 1.60                          |       |       |       |       |       |       |       |       |       |       |       |
| 28      | Rodolfo Hammersley | O          | X--        | ---        | ---        | ---        | 1.60                          |       |       |       |       |       |       |       |       |       |       |       |
| 28      | Gösta Holmér       | O          | X--        | ---        | ---        | ---        | 1.60                          |       |       |       |       |       |       |       |       |       |       |       |
| 28      | Lajos Ludinszky    | O          | X--        | ---        | ---        | ---        | 1.60                          |       |       |       |       |       |       |       |       |       |       |       |
| 28      | Michel Meerz       | O          | X--        | ---        | ---        | ---        | 1.60                          |       |       |       |       |       |       |       |       |       |       |       |
| 28      | Alfredo Pagani     | O          | XXX        | ---        | ---        | ---        | 1.60                          |       |       |       |       |       |       |       |       |       |       |       |
| 34      | Marius Delaby      | ---        | X--        | ---        | ---        | ---        | Nie zaliczył żadnej wysokości |       |       |       |       |       |       |       |       |       |       |       |
| 34      | Armand Estang      | ---        | X--        | ---        | ---        | ---        | Nie zaliczył żadnej wysokości |       |       |       |       |       |       |       |       |       |       |       |
| 34      | John Nicholson     | ---        | XXX        | ---        | ---        | ---        | Nie zaliczył żadnej wysokości |       |       |       |       |       |       |       |       |       |       |       |
| 34      | Angelo Tonini      | X--        | XXX        | ---        | ---        | ---        | Nie zaliczył żadnej wysokości |       |       |       |       |       |       |       |       |       |       |       |